# ارنست جی استراوس
ارنست گابور اشتراوس (انگلیسی: Ernst Gabor Straus) ۱۹۲۲ تا ۱۹۸۳م، یک ریاضی‌دان آلمانی-آمریکایی یهودی الاصل بود. او در طرح نظریه رمزی و کشف ویژگی‌های حسابی توابع تحلیلی شراکت داشت. همچنین وی بیشتر به دلیل تنظیم حدس اردوش-استراوس به همراه پال اردوش به یاد آورده می‌شود.